# 60 Miles an Hour
60 Miles an Hour är en singel av bandet New Order. Singeln släpptes som andrasingel från deras album Get Ready.

## Låtlista
1. 60 Miles an Hour (Radio Edit)
2. Sabotage
3. Someone Like You (Funk D'Void Remix)